# The Five Moons

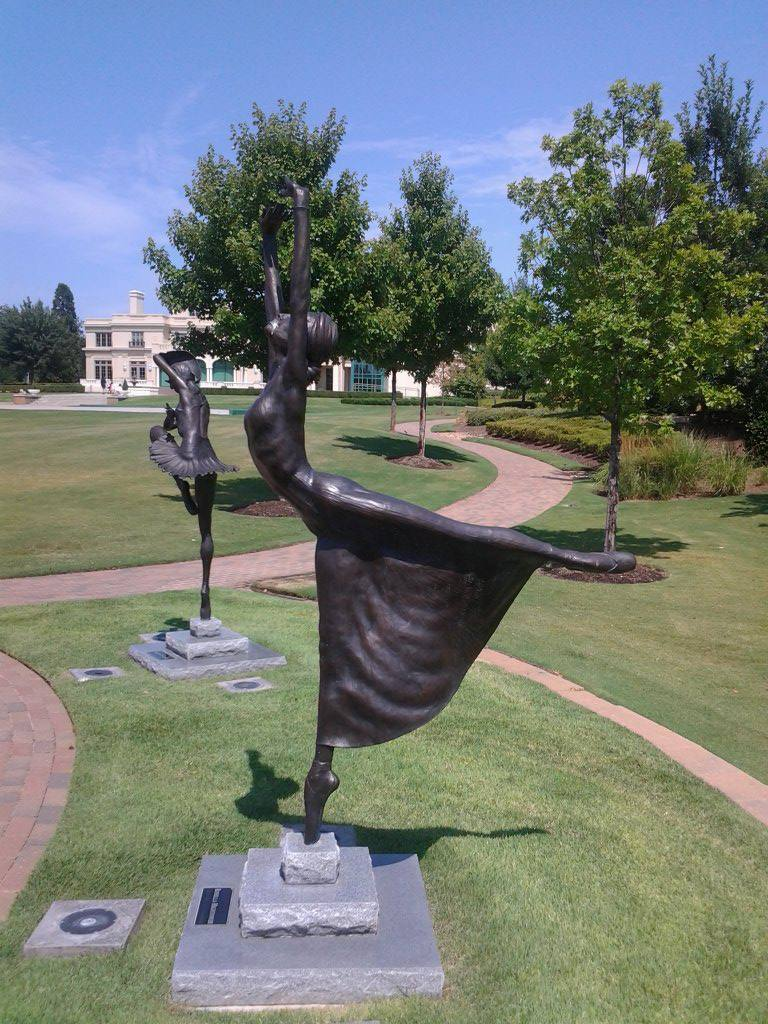
V. l. n. r. Marjorie Tallchief, Rosella Hightower.

The Five Moons (engl. die fünf Monde) sind fünf indianische Ballerinen aus Oklahoma, die im 20. Jahrhundert zu internationaler Prominenz kamen. Es handelt sich um Yvonne Chouteau, Rosella Hightower, Moscelyne Larkin und die Schwestern Maria und Marjorie Tallchief.
Mit Five Moons ist auch eine Bronzeskulptur in Tulsa benannt, die die fünf Tänzerinnen porträtiert.

## Die Tänzerinnen
Yvonne Chouteau (1929–2016) wuchs in Vinita, Oklahoma auf und gehörte zu den Shawnee. Im Alter von 14 Jahren wurde sie als bislang jüngste Tänzerin vom Ballets Russes de Monte Carlo angenommen. Sie und ihr Ehemann Miguel Terekhov gründeten das Oklahoma City Civic Ballet.
Rosella Hightower (1920–2008) war eine Choctaw und wurde in Durwood, Oklahoma geboren. Sie studierte Ballett in Kansas City, Kansas und New York City, New York. Hightower tanzte für das Ballets Russes de Monte Carlo und mehrere andere Ballettensembles. Sie gründete das Center for Dance in Cannes, Frankreich und stand dem Marseille Ballet, dem Ballet de Nancy und dem Ballet de l’Opéra National de Paris vor. Im Jahr 1975 wurde sie als Chevalier in die Ehrenlegion aufgenommen.
Moscelyne Larkin (1925–2012) kam in Miami, Oklahoma zur Welt. Sie hatte Vorfahren bei den Peoria, den Shawnee und aus Russland. Ihre Mutter trainierte sie persönlich im Ballett. Nach einer Zeit in New York City trat sie mit 15 Jahren in das Original Ballet Russe und später beim Ballets Russes de Monte Carlo ein. In Tulsa, Oklahoma hat sie mit ihrem Ehemann Roman Jansinsky das Tulsa Ballet Theatre gegründet.
Maria Tallchief (1925–2013) war eine Osage und wurde in Fairfax, Oklahoma geboren. Ihre Familie zog nach Los Angeles, Kalifornien, um ihr und ihrer Schwester Marjorie (1926–2021) die bestmögliche Ballettausbildung zu ermöglichen. Maria schloss sich dem Ballets Russes de Monte Carlo und später dem New York City Ballet an. Sie heiratete ihren Regisseur und Choreografen George Balanchine. Marjorie Tallchief war die erste indianische Premiere danseuse étoile des Ballet de l’Opéra de Paris. Tallchief leitete unter anderem das Dallas Civic Ballet, das Chikago City Ballet und das Harid Konservatorium in Boca Raton, Florida.

## Ehrungen und kulturelle Ausstrahlung
Ein Ballett namens The Four Moons wurde für das Oklahoma Indian Ballerina Festival 1967 geschrieben und gibt die jeweilige Stammesherkunft der fünf Künstlerinnen wieder. Die Musik stammt von Louis Ballard, einem  Quapaw-Cherokee.
Der Chickasaw-Maler Mike Larsen erstellte ein Wandbild namens Flight of Spirit für die Oklahoma State Capitol Rotunda in Oklahoma City. Ein weiteres Bild stammt von dem Muskogee Jerome Tiger.
Lili Cockerille Livingston schrieb eine Biographie der fünf Frauen, American Indian Ballerinas, ließ aber Moscelyne Larkin Jasinski auf deren Bitte hin aus.

### Die Skulptur
The Five Moons wurde von der Tulsa Historical Society im November 2007 enthüllt. 1995 hatte Monte England damit begonnen. Nachdem England 2005 verstorben war, oblag die Fertigstellung dem Künstler Gary Henson.